# Leapmotor
Leapmotor, oficialmente Zhejiang Leapmotor Technology Co., Ltd. (
Zhejiang Leapmotor Technology Co., Ltd., operando como Leapmotor (chinês simplificado: 零跑汽车, pinyin: Língpǎo Qìchē, lit. ‘Motor de salto’), é uma startup chinesa fabricante de automóveis com sede em Hangzhou, China, especializada no desenvolvimento de veículos elétricos. A empresa foi fundada em 2015 e vendeu seus primeiros veículos em 2019. Em 2023, a Stellantis adquiriu uma participação de 20% na Leapmotor e planeja vender veículos Leapmotor na Europa.

## História
A Leapmotor foi fundada em dezembro de 2015 em Hangzhou, China, por Fu Liquan e Zhu Jiangming. A empresa surgiu em um momento de rápido crescimento do mercado de veículos elétricos na China, impulsionado por incentivos governamentais e preocupações ambientais. O primeiro veículo da empresa foi lançado no mercado em 2019, marcando o início de sua jornada comercial.
Em 13 de junho de 2018, durante a CES Asia, a Leapmotor anunciou seu primeiro chip de inteligência artificial (IA) de produção doméstica, denominado "Lingxin 01". O chip, co-desenvolvido com a Zhejiang Dahua Technology Co., Ltd, foi projetado para veículos autônomos, destacando-se pela capacidade de aprendizado profundo e alto poder computacional. Este desenvolvimento posicionou a Leapmotor como uma empresa inovadora no setor de tecnologia automotiva.
A empresa se destaca pela integração vertical de componentes de alta margem, desenvolvendo e construindo internamente componentes como motores de tração elétrica, CPU de veículos e iluminação LED. Esta abordagem permite à Leapmotor manter um controle mais rigoroso sobre a qualidade e o desempenho de seus veículos, além de potencialmente reduzir custos de produção.
Em maio de 2020, a Leapmotor estabeleceu uma parceria estratégica com a estatal chinesa FAW para desenvolver conjuntamente modelos de veículos elétricos inteligentes. Esta colaboração abrange áreas como P&D, fabricação e aplicação de peças essenciais para veículos elétricos inteligentes, fortalecendo a posição da Leapmotor no mercado automobilístico chinês.

## Produtos

### Modelos atuais
| Imagem | Nome | Introdução (cal. year) | Descrição do veículo            |
| ------ | ---- | ---------------------- | ------------------------------- |
|        | T03  | March 2020             | Carro urbano, BEV               |
|        | B01  | Abril de 2025          | Sedã compacto, elétrico         |
|        | B10  | Outubro de 2024        | SUV compacto, elétrico          |
|        | C11  | Dezembro de 2020       | SUV de médio porte, EREV/BEV    |
|        | C01  | Maio de 2022           | Sedã médio, EREV/BEV            |
|        | C10  | Setembro de 2023       | SUV de médio porte, EREV/BEV    |
|        | C16  | Abril de 2024          | SUV de tamanho normal, EREV/BEV |

### Modelos descontinuados
| Imagem | Nome | Introdução (cal. year) | Descontinuado | Descrição do veículo          |
| ------ | ---- | ---------------------- | ------------- | ----------------------------- |
|        | S01  | Junho de 2019          | 2021          | carro esportivo compacto, BEV |

### Veículos conceito
| Imagem | Nome   | Introdução (cal. year) | Descrição do veículo          |
| ------ | ------ | ---------------------- | ----------------------------- |
|        | C-Mais | Abril de 2019          | SUV crossover de médio porte. |

## Expansão Internacional e Parceria com Stellantis
Em outubro de 2023, a Stellantis adquiriu uma participação de 20% na Leapmotor, avaliada em aproximadamente 1,5 bilhão de euros. Esta parceria estratégica levou à criação da Leapmotor International, uma joint venture com uma proporção de 51:49, facilitando a distribuição e produção de carros Leapmotor em mercados globais fora da China.
Os planos de expansão global da Leapmotor incluem:
- Europa: Início das vendas a partir de setembro de 2024, cobrindo países como Bélgica, França, Itália, Alemanha, Grécia, Holanda, Romênia, Espanha e Portugal.
- Ásia-Pacífico, Oriente Médio e África: Entrada prevista para o quarto trimestre de 2024, incluindo mercados como Índia, Turquia, Israel e Territórios Franceses Ultramarinos.
- América do Sul: Foco inicial no Brasil e Chile, com lançamento previsto para o final de 2024.

A estratégia de expansão inclui o lançamento de seis novos modelos a partir de 2025, começando com o T03 e o C10.

## Expansão na América Latina
A Leapmotor, através de sua parceria com a Stellantis, está se preparando para entrar no mercado latino-americano, com foco inicial no Brasil. Os planos de expansão incluem:
- Lançamento no Brasil: A Leapmotor planeja iniciar suas operações no Brasil no início de 2025, introduzindo inicialmente dois modelos: o SUV C10 e o compacto T03.[14]

- Estratégia de Mercado: A marca visa competir diretamente com outros fabricantes chineses já estabelecidos no mercado brasileiro, como BYD e GWM, posicionando-se como uma alternativa inovadora no segmento de veículos elétricos.[15]

- Preparação para o Lançamento: Em fevereiro de 2024, a Leapmotor lançou seu site oficial no Brasil, marcando um passo significativo em sua estratégia de entrada no mercado e na promoção de seus veículos elétricos.[16]

- Liderança Regional: Fernando Varela foi nomeado como o executivo responsável pela marca Leapmotor na América do Sul, indicando um compromisso sério com a expansão na região.[17]

- Investimentos e Infraestrutura: Como parte de sua estratégia de eletrificação na América do Sul, a Stellantis anunciou um investimento de R$ 14 bilhões em seu polo de Betim (MG), que inclui preparativos para a introdução da Leapmotor na região.[18]

A entrada da Leapmotor no mercado brasileiro é vista como parte de uma estratégia mais ampla da Stellantis para fortalecer sua presença no segmento de veículos elétricos na América Latina. Esta expansão não só diversifica o portfólio da Stellantis na região, mas também promete trazer novas opções de mobilidade sustentável para os consumidores latino-americanos.

## Tecnologia
A Leapmotor é conhecida por seu investimento significativo em pesquisa e desenvolvimento, com foco em áreas-chave da tecnologia de veículos elétricos:
- Tecnologia de baterias: A empresa desenvolve sistemas de bateria avançados, incluindo a tecnologia de célula para chassis (CTC) utilizada no modelo C01.

- Sistemas de propulsão elétrica: Leapmotor produz seus próprios motores elétricos, buscando melhorar a eficiência e o desempenho de seus veículos.

- Software de inteligência artificial: Com o desenvolvimento do chip Lingxin 01, a empresa demonstra seu compromisso com tecnologias de condução autônoma e sistemas avançados de assistência ao motorista (ADAS).

A empresa utiliza sua plataforma tecnológica proprietária LEAP3.0 para seus veículos, que inclui inovações em design de chassis, sistemas de propulsão elétrica e software de controle inteligente. Esta abordagem integrada permite à Leapmotor otimizar o desempenho e a eficiência de seus veículos elétricos.

## Desempenho Financeiro e Vendas
Em 2023, a Leapmotor reportou resultados financeiros mistos:
- Receita: 18,14 bilhões de dólares de Hong Kong
- Prejuízo líquido: 4,57 bilhões de dólares de Hong Kong
- Vendas: A empresa entregou 144.155 veículos em 2023, representando um aumento significativo de 29% em relação ao ano anterior.[21]

Este crescimento nas vendas demonstra a crescente aceitação dos veículos Leapmotor no mercado, apesar dos desafios financeiros enfrentados pela empresa.

## Desafios e Perspectivas
Como muitas startups de veículos elétricos, a Leapmotor enfrenta diversos desafios:
- Expansão global: Estabelecer uma rede de produção e distribuição em escala global requer investimentos significativos e adaptação a diferentes mercados.

- Concorrência: A empresa enfrenta forte concorrência tanto de fabricantes tradicionais que estão transitando para veículos elétricos quanto de outras startups de carros elétricos.

- Regulamentações: Adaptar-se às regulamentações variadas no setor de veículos elétricos em diferentes países pode ser complexo e custoso.

- Construção da marca: Estabelecer confiança e reconhecimento da marca em mercados dominados por fabricantes estabelecidos é um desafio contínuo.

No entanto, a parceria com a Stellantis e os ambiciosos planos de expansão internacional posicionam a Leapmotor para um potencial crescimento significativo nos próximos anos. A empresa está apostando em sua tecnologia inovadora e em sua estratégia de integração vertical para se diferenciar no mercado global de veículos elétricos.